# Nowa Kaletka
Nowa Kaletka (deutsch Neu Kaletka, 1938 bis 1945 Herrmannsort) ist ein Dorf in der polnischen Woiwodschaft Ermland-Masuren. Es gehört zur Gmina Purda (Landgemeinde Groß Purden) im Powiat Olsztyński (Kreis Allenstein).

## Geographische Lage
Nowa Kaletka liegt am Nordwestufer des Gimmensees (polnisch Jezioro Gim) im Westen der Woiwodschaft Ermland-Masuren, 23 Kilometer südlich der Kreis- und Woiwodschaftshauptstadt Olsztyn (deutsch Allenstein).

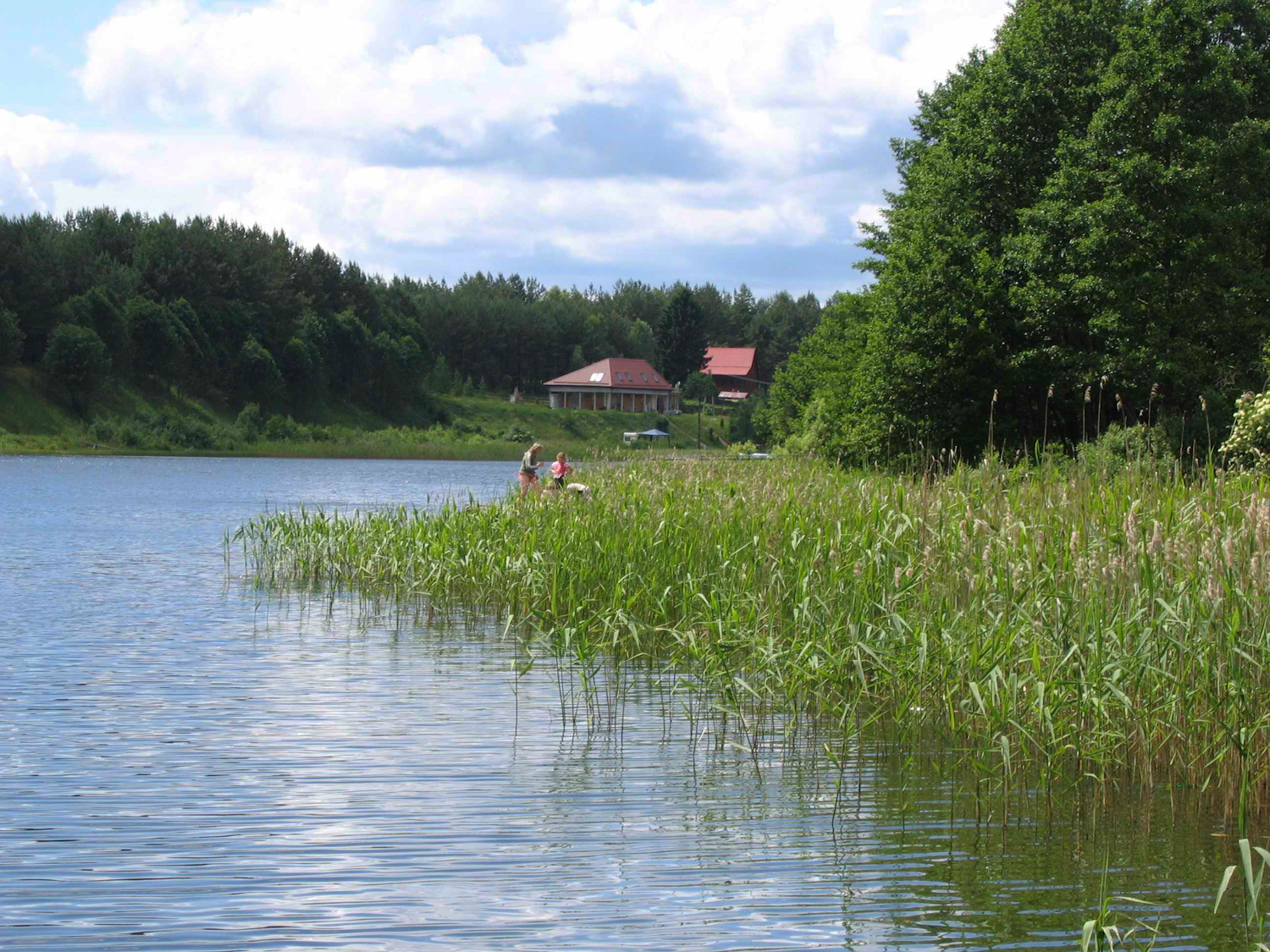
Der Jezioro Gim (Gimmensee) bei Nowa Kaletka

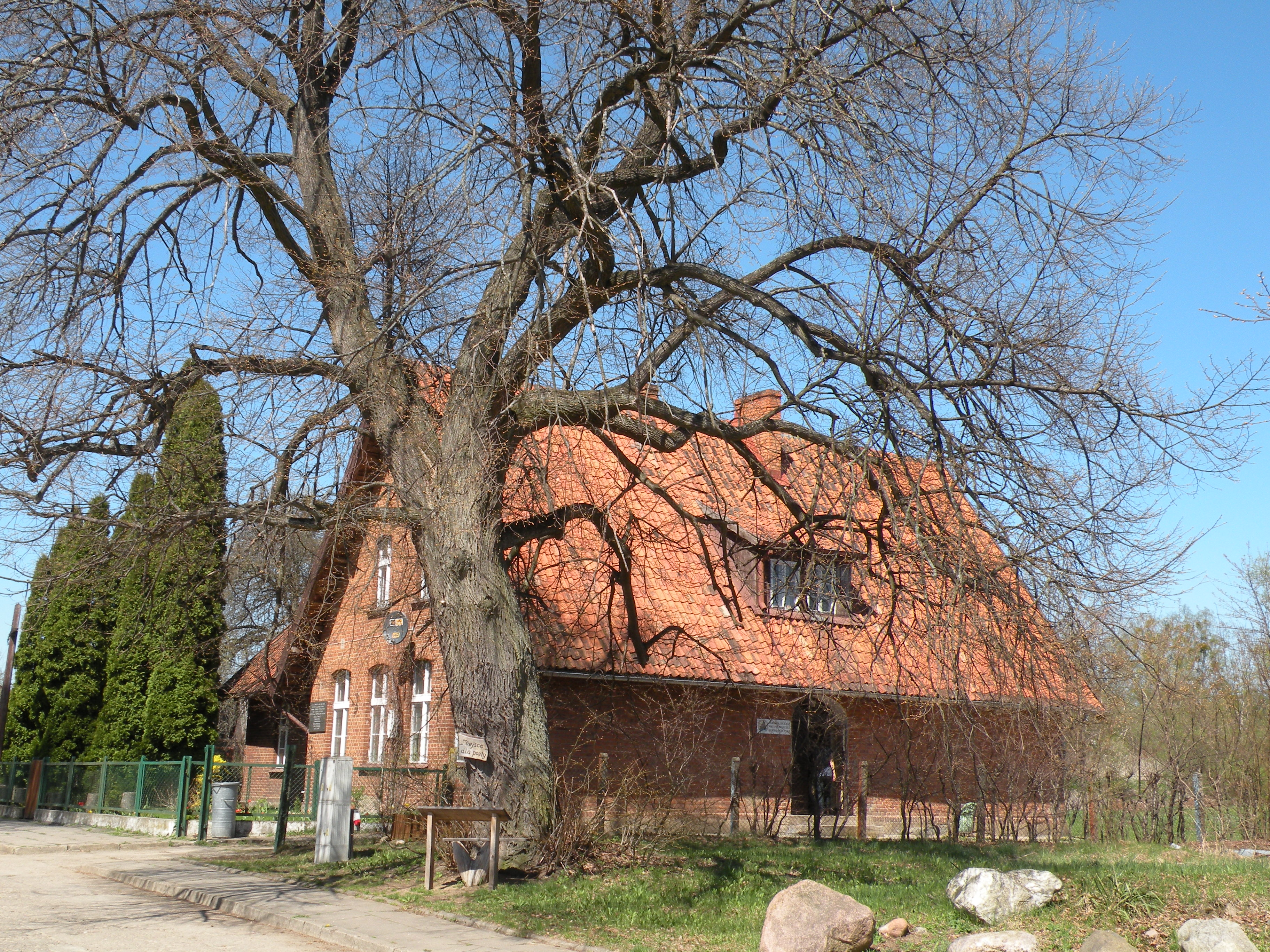
Ehemaliges Schulgebäude in Nowa Kaletka

|  |

## Geschichte
Neu Kaletka wurde 1827 als Kolonie von Alt Kaletka (polnisch Stara Kaletka) im ostpreußischen Kreis Allenstein gegründet. Am 15. April 1876 wurde eine neue Landgemeinde Neu Kaletka aus Teilen der Landgemeinden Alt Kaletka und Wuttrienen (polnisch Butryny) sowie einigen Forstgutsbezirken gebildet. Noch im gleichen Jahr wurde Neu Kaletka in den Amtsbezirk Wuttrienen aufgenommen.
Im Jahre 1910 zählte Neu Kaletka 369 Einwohner, im Jahre 1933 waren es 370.
Bei einem Brand im Jahre 1930 wurden in dem von Holzhäusern dominierten Dorf 19 Bauernhöfe zerstört. Mit finanzieller Unterstützung des Staates erfolgte schon bald ein Wiederaufbau.
Aus politisch-ideologischen Gründen der Vermeidung fremdländisch klingender Ortsnamen wurde Neu Kaletka am 3. Juni – offiziell genehmigt am 16. Juli – 1939 in „Herrmannsort“ umbenannt. Die Einwohnerzahl des Dorfes belief sich im Jahre 1939 auf 357.
In Kriegsfolge kam 1945 das gesamte südliche Ostpreußen zu Polen. Herrmannsort erhielt die polnisch Namensform „Nowa Kaletka“ und ist heute eine Ortschaft im Verbund der Landgemeinde Purda (Groß Purden) im Powiat Olsztyński (Kreis Allenstein), von 1975 bis 1998 der Woiwodschaft Olsztyn, seither der Woiwodschaft Ermland-Masuren zugehörig. Im Jahre 2011 zählte Nowa Kaletka 177 Einwohner.

## Kirche

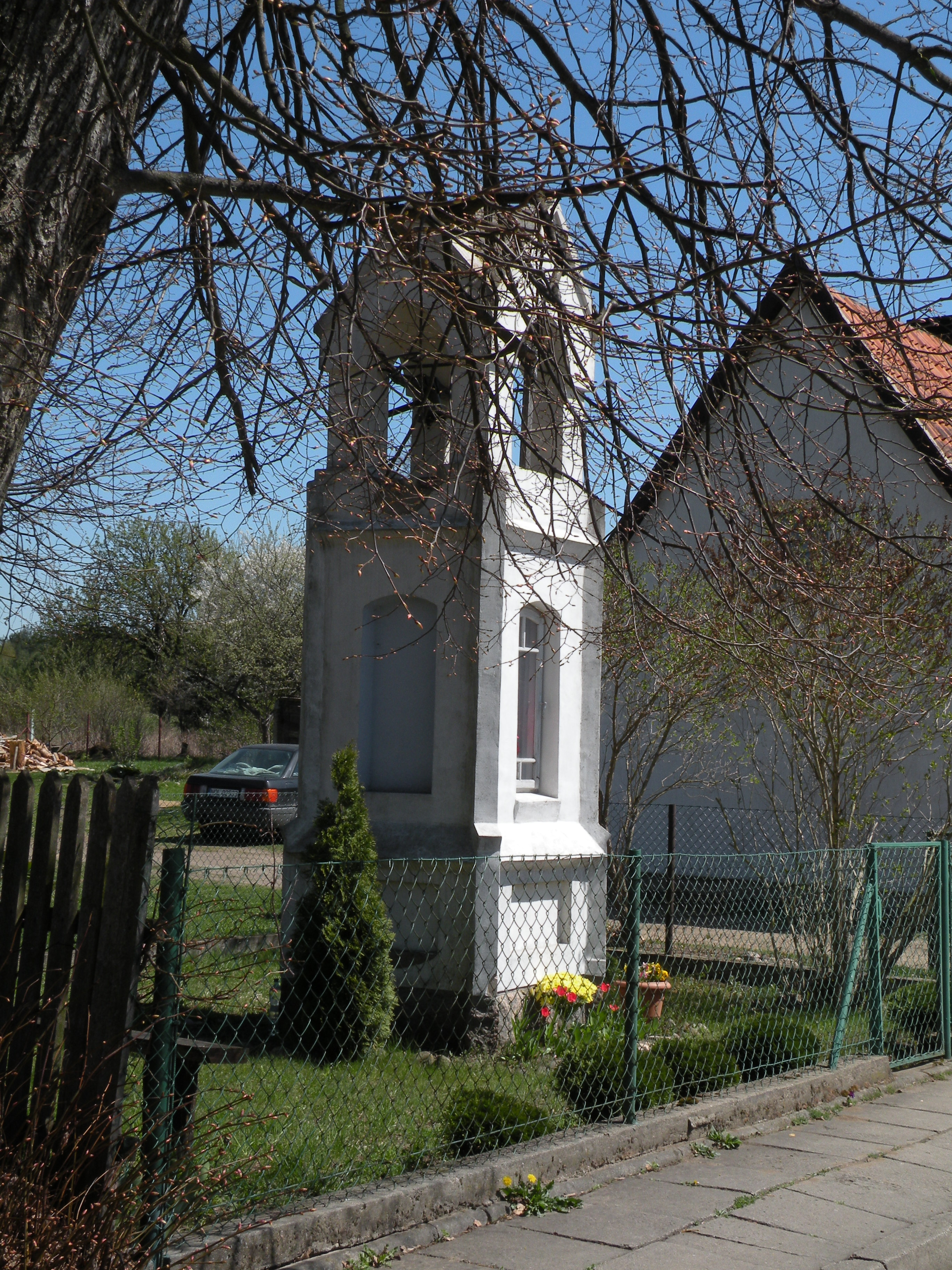
Ermländischer Bildstock in Nowa Kaletka

Bis 1945 war Neu Kaletka resp. Herrmannsort in die evangelische Kirche Kurken (polnisch Kurki) in der Kirchenprovinz Ostpreußen der Kirche der Altpreußischen Union, außerdem in die römisch-katholische Kirche Wuttrienen (polnisch Butryny) im Bistum Ermland eingepfarrt.
Katholischerseits gehört Nowa Kaletka weiterhin zur Kirche in Butryny, die nun dem Erzbistum Ermland zugeordnet ist. Evangelischerseits orientieren sich die Einwohner zur Kirche Jedwabno (Jedwabno, 1938 bis 1945 Gedwangen) bzw. zur Christus-Erlöser-Kirche Olsztyn (Allenstein) in der Diözese Masuren der Evangelisch-Augsburgischen Kirche in Polen.

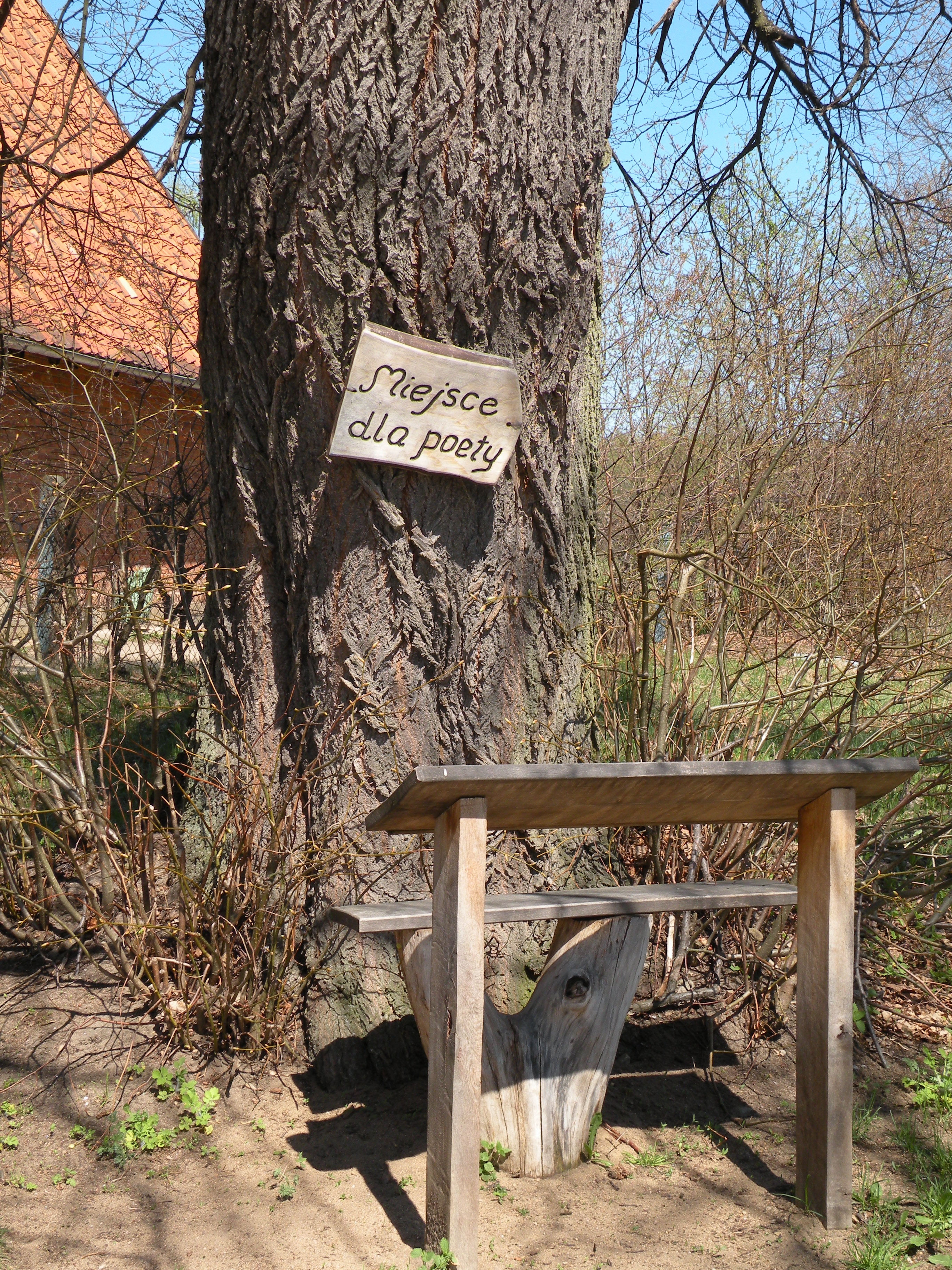
In Nowa Kaletka gibt es einen besonderen Platz für einen Dichter

## Verkehr
Nowa Kaletka liegt an der verkehrsreichen Woiwodschaftsstraße 598, die die Woiwodschaftshauptstadt Olsztyn mit Zgniłocha (Gimmendorf) an der Landesstraße 58 verbindet. Landwegverbindungen von Kurki (Kurken) und von Kaletka (Kaletka, Forst) über Stara Kaletka (Alt Kaletka) enden innerorts.
Eine Anbindung an den Bahnverkehr besteht nicht.